# Tlaltizapán
Tlaltizapán es una localidad del estado mexicano de Morelos. Es cabecera del municipio de Tlaltizapán.

## Demografía
| Gráfica de evolución demográfica |
|                                  |

| Censo | Población |
| ----- | --------- |
| 1900  | 1 910     |
| 1910  | 2 432     |
| 1921  | 798       |
| 1930  | 1 433     |
| 1940  | 1 966     |
| 1950  | 2 912     |
| 1960  | 4 308     |
| 1970  | 6 384     |
| 1980  | 7 204     |
| 1990  | 8 835     |
| 2000  | 9 687     |
| 2010  | 10 563    |
| 2020  | 10 779    |